# Иванов, Владимир Арефьевич
Владимир Арефьевич Иванов (8 октября 1909 — 1 января 1980) — передовик советской мелиорации, начальник строительно-монтажного управления № 3 Краснодарводстроя Министерства мелиорации и водного хозяйства РСФСР, Краснодарский край, Герой Социалистического Труда (1966).

## Биография
Родился 8 октября 1909 года в городе Новороссийске Черноморской губернии в русской семье служащих. Свою трудовую деятельность начал в 1928 году, устроился работать чернорабочим в стройконтору в Новороссийске. В 1936 году завершил обучение в Новочеркасском инженерно-мелиоративном институте, получил специальность «инженер-гидротехник». 
В августе 1942 года был призван в ряды Красной армии. Участник Великой Отечественной войны. Боевой путь проходил помощником начальника штаба по тылу 1262-го стрелкового полка 380-й стрелковой дивизии. Был представлен к награждению тремя боевыми орденами. После завершения войны продолжил службу в Группе советских оккупационных войск в Германии. 
Уволившись со службы в запас, в 1949 году трудоустроился работать главным инженером треста «Кубрисстроя». В 1955 году возглавил строительно-монтажное управление №3 треста «Краснодарводстрой», которое занималось осушением Приазовских плавневых земель, строительством рисовых систем. Под его руководством были возведены Петровско-Анастасиевская, Марьяно-Чебургольская, Черноерковская, Курчанская оросительные системы, общая площадь которых составила более 35 тысяч гектаров.
За успехи, достигнутые в увеличении производства и заготовок пшеницы, ржи, гречихи, риса, других зерновых и кормовых культур и высокопроизводительном использовании техники, Указом Президиума Верховного Совета СССР от 23 июня 1966 года Иванову Владимиру Арефьевичу было присвоено звание Героя Социалистического Труда с вручением ордена Ленина и золотой медали «Серп и Молот».
В 1968 году был назначен на должность директора треста «Приазоврисстрой». Выйдя на пенсию в 1970 году продолжал работать инженером в этом тресте до самой смерти.
Активный участник общественно-политической жизни региона. Избирался депутатом Славянского районного Совета народных депутатов.
Проживал в городе Славянске-на-Кубани. Умер 1 января 1980 года. 

## Награды
За трудовые и боевые успехи удостоен:
- золотая звезда «Серп и Молот» (23.06.1966)
- орден Ленина (23.06.1966)
- Орден Отечественной войны II степени (19.09.1944),
- два ордена Красной Звезды (09.08.1943, 20.08.1944),
- Орден «Знак Почёта» (1948),
- Медаль «За боевые заслуги» (20.07.1943),
- другие медали.